# Дар'їно (Гафурійський район)
Да́р'їно (рос. Дарьино, башк. Дарьино) — присілок у складі Гафурійського району Башкортостану, Росія. Входить до складу Білоозерської сільської ради.
Населення — 250 осіб (2010; 296 в 2002).
Національний склад:
- росіяни — 45%